# Ecobank Transnational
Die Ecobank Transnational Incorporated (ETI) ist eine afrikanische Bank, die sich auf Firmen- und Privatkunden konzentriert. Neben den für diese Geschäftsfelder typischen Dienstleistungen des Zahlungsverkehrs, dem Einlagen- und Kreditgeschäft sowie Geldautomaten- und Online-Banking bietet die Bank das in Europa heute weniger verbreitete Wechselgeschäft. Ein ebenfalls in Europa nicht verbreitetes Tätigkeitsfeld der Bank sind Mikrofinanzierungen, die seit der Verleihung des Nobelpreises an Muhammad Yunus als Mittel zur Bekämpfung der Armut weltweit eingesetzt werden. Die Bank arbeitet dabei mit der US-amerikanischen ACCION International zusammen.

## Standorte
Die Bank ist in mehr als 25 afrikanischen Staaten vertreten, die unter Geschichte des Unternehmens ersichtlich sind.

## Aktie
Die Aktie der Bank ist an der Nigerianischen Börse, Ghanas Börse gelistet. Nach Marktwert gehört sie zu den größten Unternehmen Afrikas und ist daher auch im 2008 neu geschaffenen S&P Africa 40 Index enthalten.

## Geschichte
1984 wurde die zur Gründung einer Bank ins Leben gerufene Ecopromotions S.A. mit der Gewinnung von Investoren beauftragt. 1985 konnte dann unter anderem mit Kapital des Fund for Cooperation, Compensation and Development der Westafrikanischen Wirtschaftsgemeinschaft ECOWAS als größtem Anteilseigner die ETI mit einem Stammkapital von mehr als 100 Mio. USD und einer Einlage von 32 Mio. USD gegründet werden.
Die Entwicklung des Unternehmens:
- 1985: Ecobank wird in Togo gegründet
- 1988: Eröffnung der Ecobank Togo
- 1989: Niederlassung in Côte d’Ivoire und Nigeria
- 1990: Niederlassung in Benin und Ghana
- 1995: Erste Vereinbarungen mit Western Union
- 1997: Niederlassung in Burkina Faso
- 1998: Niederlassung in Mali
- 1999: Niederlassung in Guinea, Liberia, Niger und Senegal
- 2001: Niederlassung in Kamerun
- 2004: Niederlassung in Cap Verde
- 2006: Niederlassung in Sierra Leone und Tschad
- 2007: Niederlassung in Zentralafrikanische Republik, Gambia, Guinea-Bissau, Ruanda und Sao Tomé
- 2008: Niederlassung in Burundi, Republik Kongo, Demokratische Republik Kongo, Kenia und Malawi
- 2009: Niederlassung in Gabun, Sambia
- 2010: Niederlassung in Tansania